# ادوبی این‌کاپی
این‌کاپی یک پردازشگر حرف‌ها و کلمات است که توسط کمپانی ادوبی ساخته شده‌است. این برنامه برای پردازش کلمه مورد استفاده قرار می‌گیرد. این نرم‌افزار ویرایشگرها را قادر به نوشتن، ویرایش و طراحی اسناد می‌کند.